# Стив Ервин
Стивен Роберт Ирвин (енгл. Stephen Robert Irwin; Есендон, 22. фебруар 1962 — гребен Бат, 4. септембар 2006) је био познати аустралијски природњак и телевизијски водитељ. Био је познат по телевизијском природњачком документарном серијалу Ловац на крокодиле (енгл. The Crocodile Hunter).
Био је први човек аустралијског зоолошког врта у Бирвоту у Квинсленду. Врло често је употребљавао узречицу, кад год би ухватио неку звер која из петних жила покушава да га уједе, убоде или удари: „Дивна животиња!" (енгл. Beautiful animal!)
Ирвин је изгубио живот у 44. години на снимању серијала „Најопасније океанске животиње“ (енгл. The Ocean's Deadliest). Умро је од убода раже.